# Canthigaster cyanospilota
Canthigaster cyanospilota е вид лъчеперка от семейство Tetraodontidae. Видът не е застрашен от изчезване.

## Разпространение и местообитание
Разпространен е в Джибути, Египет, Еритрея, Йемен, Израел, Индия (Андамански и Никобарски острови), Индонезия, Йордания, Кения, Мавриций, Мианмар, Мозамбик, Оман, Реюнион, Саудитска Арабия, Сейшели, Сомалия, Судан, Тайланд, Танзания и Южна Африка.
Обитава океани, морета и заливи. Среща се на дълбочина от 10 до 80 m.

## Описание
На дължина достигат до 10,4 cm.